# Elekes Károly (festő)

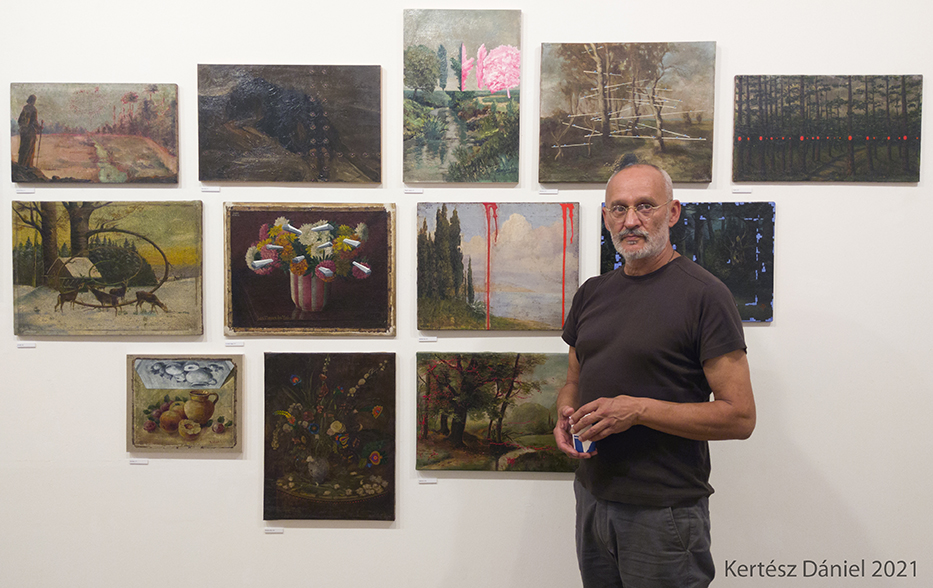
Elekes Károly, 2021. Fotó: Kertész Dániel

Elekes Károly (Székelykeresztúr, 1951. július 19. –) Munkácsy Mihály-díjas (1998) festő-, szobrász- és grafikusművész. A Magyar Művészeti Akadémia tagja (2013). Testvére Elekes Ferenc költő, író, újságíró, aki Marosvásárhelyen él és alkot.

## Élete
1971–1975 között a kolozsvári Ion Andreescu Képzőművészeti Főiskola grafika szakán tanult, ahol Feszt László tanítványa volt.
1975–1977 között Bukarestben, 1977–1984 között pedig Marosvásárhelyen élt és alkotott. 1979-ben a Marosvásárhelyi Műhely (MAMŰ) alapító tagja volt, amelyet 1991-ben Budapesten újjászervezett. 1984 óta él Magyarországon. 1990-ben Krizbai Sándorral és Nagy Árpáddal megalapította a Pantenon csoportot.
Festészettel, grafikával, szobrászattal, installációval, fotóval és könyvművészettel  foglalkozik.
Szülőföldjével is folyamatosan tartja a kapcsolatot. 2001. július 28-án a Gyilkos-tónál Hajdó István főesperes felszentelte a római katolikus Szent Kristóf-kápolnát, melyet még Kós Károly tervezett 1933-ban az 1916-ban leégett kápolna helyett. A Kós Károly hagyományokat követve Anthony Gall magyar származású ausztráliai építész készítette, együttműködve a belső terveket, körfreskót készítő Stefanovits Péter és Elekes Károly képzőművészekkel.
2003 óta foglalkozik tunningolással, azaz régi képeket újít fel, s teszi hozzá saját gesztusait; nem szabványos nagy művészeti alkotások teszik ki az alapanyagot, hanem az egyszerű, szegényes festmények, tájképek, giccsek, ismeretlen, amatőr vagy vasárnapi festők alkotásai, esetleg holmi régi tömegáru, stb. Az alapgondolat az, hogy sok a mű, csak haldoklanak a múzeumokban, sokakat közülük soha nem állítanak ki, tehát a régieket (s nem is feltétlenül a kevesek által érthető „magasművészetet”) kell felújítani, megújítani, ezáltal kapcsolatot keresni régebbi korokkal, s kialakítani egy új folytonosságot.

## Művei (válogatás)
- Merülés (1997)
- Térmunkák 1986-1997 (1998)
- Térmunkák 1986-2002 (2002)
- Tunning 2003-2006 (2006)
- Ikerpart (2010)
- Hamis tükör (2010)
- Szárhegy
- Szárhegy – mező

## Kiállításai (válogatás)
| - 1971, 1978, 1982, 2008 • Marosvásárhely - 1978-1979 • Bukarest - 1981 • Utrecht - 1985-1986, 1991, 1993-1998, 2000, 2002-2003, 2005-2006, 2008-2010 • Budapest - 1986, 1998 • Hatvan - 1987 • Csongrád - 1988 • Lenti - 1989 • Dombóvár - 1990 • Badacsonytomaj - 1991-1992, 1997 • Szentendre - 1996 • USA - 2000 • Alku nélkül, MAMŰ Galéria, Budapest - 2001 • Gyilkostói Szent Kristóf kápolna körképe [Stefanovits Péterrel] - 2002 • Dracula era…, Óbudai Társaskör Galéria, Budapest • Végső csönd, installáció, Veszprémi fesztivál, Aula - 2003 • Aether, KAS Galéria, Budapest • Tunning I., KAS Galéria, Budapest - 2005 • A nélkülözhetetlen munka öröméből fakadó művek, KAS Galéria, Budapest - 2006 • Tunning II., Dorottya Galéria, Budapest - 2008 • Tunning III., 5. B Galéria, Marosvásárhely - 2008–2009 • Tunning IV., Magyar Műhely Galéria (MMG), Budapest - 2009 • Tunning V., Első Magyar Látványtár, Diszel - 2010 • Tunning VI., Memoart Galéria, Budapest. - 2011 • 18 piros alma (Tunning VII.), Memoart Galéria, Budapest - 2012 • Tunning táj Memoart Galéria, Budapest - 2013 • Habilitált hiba - Tunning, 2013 - Elekes Károly kiállítása, Liget Galéria, Budapest | - 1971 • Csíkszereda - 1975 • Kolozsvár, Bukarest - 1976-1978 • Marosvásárhely, Bukarest - 1979-1981, 1983, 1998 • Marosvásárhely - 1980 • Nagyszeben - 1981 • Kolozsvár - 1981-1982 • Sepsiszentgyörgy - 1982, 2001, 2004 • Székelyudvarhely - 1984, 1986-1990 • Salgótarján - 1986-1990, 1999, 2001-2003, 2005-2006 • Szentendre - 1987 • Budapest, Zürich - 1988 • Budapest, Dombóvár, Szekszárd - 1989, 1993-1995 • Esztergom - 1989-1990, 2003 • Marosvásárhely - 1991-1992, 1994-1996, 1998-2010 • Budapest - 1991-1993, 2008 • Miskolc - 1992 • Szeged • Eger - 1992-1994, 2008 • Jászberény - 1993-1996 • Győr - 1996 • Dunaújváros • Hatvan • Temesvár • Hódmezővásárhely - 1998 • Nagyvárad - 1999 • Berlin - 2000 • Eger • Szolnok • New York - 2001 •Sárospatak • Tolcsva • Kecskemét - 2002, 2005, 2009-2010 • Eger - 2003, 2005 • Szeged - 2004 • Bécs • Érd • Pozsony - 2005 • Párizs • Berlin • Stuttgart - 2006 Pécs • Szolnok - 2007-2008 • Szolnok - 2008 • Pécs - 2010 • Tolcsva - 2011 • FOGLYUL-EJTETT (Személyes) IDŐ, Magyar Műhely Galéria, Budapest |

## Díjai, elismerései (válogatás)
- a Fővárosi Tanács Fődíja (1986)
- a Szegedi Nyári Tárlat díja (1988)
- Munkácsy Mihály-díj (1998)
- Csohány Kálmán-díj (1999)
- Mozgó Világ-nívódíj (2006)
- Prima-díj (2024)